# Phylactolaemata
Phylactolaemata is een van de drie klassen van de stam van de mosdiertjes (Bryozoa).
Net als andere vertegenwoordigers van de mosdiertjes vormen kolonies en filteren het voedsel uit het water met behulp van een krans van haartjes. Er zijn zes families beschreven, waarvan een familie vertegenwoordigd wordt door moderne soorten. Alle andere soorten zijn bekend als fossiel en zijn al lange tijd uitgestorven. 

## Taxonomie
De Phylactolaemata worden verdeeld in de volgende families:
- Klasse: Phylactolaemata
  - Orde: incertae sedis
    - Geslacht: Varunella Wiebach, 1974

  - Orde: Plumatellida
    - Familie: Cristatellidae Allman, 1856
    - Familie: Fredericellidae Allman, 1856
    - Familie: Hyalinellidae Vinogradov, 2004
    - Familie: Lophopodidae Rogick, 1935
    - Familie: Pectinatellidae Lacourt, 1968
    - Familie: Plumatellidae Allman, 1856
    - Familie: Stephanellidae Lacourt, 1968
    - Familie: Tapajosellidae Wood & Okamura, 2017